# Tour de San Martín
La tour de San Martín (en espagnol : Torre de San Martín) est une tour située à Teruel, dans la communauté autonome d'Aragon en Espagne. Elle est un exemple notable de l'architecture mudéjare. 

## Histoire

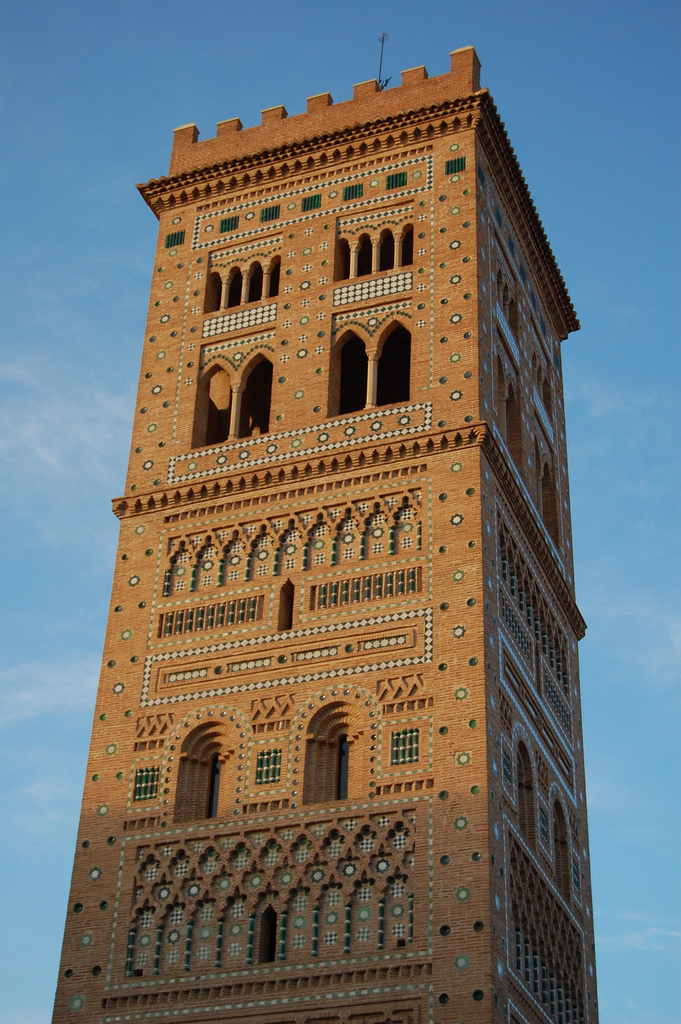
Tour de San Martín.

Elle a été construite par le royaume d'Aragon en 1315-1316. Elle est très proche dans son allure à la tour de San Salvador et à celle de la cathédrale de Teruel.

## Protection
Bien d'intérêt culturel depuis 1911, elle est également, depuis 1986, inscrite au patrimoine mondial de l'Unesco, via le groupe de monuments d'« architecture mudéjare d’Aragon ».